# Mary Odile Cahoon
Mary Odile Cahoon (n. 21 iulie 1929, Houghton, Michigan, SUA – d. 2 octombrie 2011, Duluth, Minnesota, SUA) a fost o profesoară de biologie și călugăriță benedictină, prima femeie exploratoare în Antarctica.